# Hrvatski povijesni prostor u starijem kamenom dobu
Starije kameno doba (paleolitik, grč. παλαιός: star i λιϑοσ: kamen) je najstarije i najduže razdoblje ljudske povijesti. Naziv paleolitik prvi je upotrijebio John Lubbock 1865. razdvojivši kameno doba na paleolitik i neolitik. U Europi se paleolitik podudara s geološkim razdobljem pleistocena (počinje prije 2,5 milijuna godina), dok u Africi započinje već u pliocenu, prije 4 milijuna godina. Završio je sa zadnjim ledenim dobom 10 000 god. pr. Kr. U gospodarskom smislu to je razdoblje lova i skupljanja plodova, nomadskoga načina života, pa se arheološki ostatci nalaze uglavnom u špiljama, pripećcima, ali i na otvorenom. Najranije početke posvjedočuju kamene rukotvorine izrađene cijepanjem sedimentnih, metamorfnih i eruptivnih stijena te minerala. Paleolitik se dijeli na donji, srednji i gornji. Donji se paleolitik još naziva stariji, a gornji mlađi. Neki autori govore i o kasnom paleolitiku (10 000 - 8000 god. pr. Kr.). Katkad se kulture donjega i srednjega paleolitika zajednički nazivaju protolitik, a one gornjega paleolitika i mezolitika, miolitik.

## Starije kameno doba u Hrvatskoj

### Donji paleolitik
O najstarijim izrađevinama donjega paleolitika svjedoče rukotvorine s nalazišta Gona u Etiopiji (2,6 milijuna godina prije sadašnjosti.). To su uglavnom sjekači, sjeckala i neobrađeni odbojci koji pripadaju olduvienu (prema klancu Olduvai u Tanzaniji). Nalazi iz Olduvaia upućuju na nepromijenjen način izradbe tijekom prvih milijun godina, a mogle su ih izrađivati australopitecine te Homo habilis i Homo rudolfensis. Primjena prvih tehnologija imala je velik utjecaj na prehranu (mogućnost rezanja životinjskih trupala) pa su po načinu prehrane rani hominidi bivali sve sličniji mesožderima što je moglo rezultirati povećanjem populacije. Iz čovjeka vrste Homo habilis razvio se Homo erectus. U posljednje vrijeme dio znanstvenika kronološki starije nalaze iz Afrike (i ljudske ostatke s nalazišta Dmanisi u Gruziji), koji su prije bili pripisivani vrsti Homo erectus, na temelju morfoloških razlika pripisuje vrsti Homo ergaster, dok za mlađe i dalje rabi naziv Homo erectus.
Homo ergaster/erectus naselio je vruća i sušna područja Afrike i prvi je čovjek koji je izišao iz Afrike. Na nalazištu Dmanisi u Gruziji ostatci toga čovjeka i oruđa datirani su na 1,7 milijuna godina prije sadašnjosti, što je najraniji nalaz čovjeka i njegovih proizvoda izvan Afrike. Homo ergaster/erectus proizvodio je simetrično obostrano oblikovana klinasta kamena oruđa – šačnike, tipične za kulturu acheuléena koja se u Africi pojavila prije približno 1,7 milijuna godina. Dmanisi, kao i ostala najstarija nalazišta u Europi (vjerojatno i Šandalja I u Hrvatskoj), datirana su između 1 milijun i 500 000 god., ne sadrže tipične acheuléenske izrađevine – šačnike, nego njihova industrija po jednostavnim odbojcima, sjekačima i sjeckalima nalikuje na olduviensku, dok su acheuléenski alati pronađeni na mnogim europskim nalazištima starosti između 500 000 i 250 000 god. Ukupna dubina sloja Šandalje I. iznosila je 9 m, a prilikom prepariranja koštane breče izlučen je primitivni kameni artefakt, udarač (engl. chooper) napravljen od potočne volutice, starost kojega se procjenjuje na oko 800 000 god. To je najstariji predmet izrađen ljudskom rukom na tlu Hrvatske.
Acheuléenske alate je izrađivao arhaični Homo sapiens za kojega dio znanstvenika rabi naziv Homo heidelbergensis. Razvio se iz vrste Homo erectus i pojavio u Europi prije približno 500 000 god., a iz njega su se u Europi razvili neandertalci te možda i moderni ljudi u Africi. Osim izradbe šačnika, posebno je važna primjena levalloisienske metode, kojom se iz jedne posebno oblikovane jezgre dobije više odbojaka određena oblika, jer njezina primjena može podrazumijevati povećanje kognitivnih sposobnosti. Osim obradbe kamena, čovjek donjega paleolitika vješto je obrađivao i drvo. Acheuléenski čovjek vjerojatno je gradio prve osmišljene nastambe. Iz toga razdoblja potječe i rukotvorina na oblutku s nalazišta Berekhat Ram na Golanskoj visoravni koja možda predstavlja ljudski lik. U Hrvatskoj su nalazi acheuléenske kulture (kameni ručni klinovi) pronađeni u Punikvama kraj Ivanca, Golubovcu i Donjem Pazarištu u Lici.

### Srednji paleolitik
Prije dvjestotinjak tisuća godina započinje razdoblje srednjega paleolitika koje se u Europi veže za neandertalce. Proizvode toga razdoblja označuje moustérienska kultura koja se rasprostire na prostoru Europe i zapadne Azije, gdje se gotovo uvijek veže za neandertalca, te sjeverne Afrike, gdje su ju, kao i atériensku kulturu, činili afrički suvremenici neandertalaca. Osim što su upotrebljavali levalloisiensku i druge metode, neandertalci su raspolagali sa šezdesetak različitih tipova alata, a moustérienska kultura pokazuje varijabilnost i dijeli se u više tipova, što upućuje na povećanje specijaliziranih aktivnosti. Neandertalci su uspješno obrađivali organske materijale, uglavljivali oruđa u drvene drške upotrebljavajući smole drveća kao ljepilo, bili su uspješni lovci, a analize stabilnih izotopa pokazuju da je meso bilo gotovo isključiv izvor njihove prehrane. Prvi su u cjelokupnoj ljudskoj povijesti pokapali mrtve i imali religijske obrede. Postoje pretpostavke i o kanibalizmu. Broj istodobno živećih neandertalaca bio je samo nekoliko tisuća; poneki su doživjeli i do četrdeset godina. Izniman je značaj otkrića neandertalaca na Hušnjakovu brdu u Krapini (Krapinski pračovjek). Važno nalazište kasnih neandertalaca (32 000–33 000 tisuće godina prije sadašnjosti) na području Hrvatske je špilja Vindija kraj Varaždina. U Hrvatskoj su najpoznatija nalazišta moustérienske kulture Krapina, Vindija, Velika pećina, Veternica i Mujina pećina.
Krapinski pračovjek je popularni naziv za zbirku fosilnih ostataka pračovjeka iz špilje na Hušnjakovu brijegu kraj Krapine. Zbirka je prikupljena pri iskapanjima koja je vodio Dragutin Gorjanović-Kramberger 1899–1905. Jedna je od najvećih zbirki neandertalaca uopće, pa može poslužiti za proučavanje biološke varijabilnosti populacije praljudi. Sadrži gotovo 900 kostiju sedamdesetak pojedinaca, životne dobi između 3 i 27 godina. Nađeni su gotovo svi dijelovi kostura, ali znatno razlomljenih kostiju. Nema sustavno pokopanih pojedinaca, cjelovito sačuvanih lubanja, ni čitavih dugih kostiju. To, kao i tragovi struganja i rezanja na pojedinim kostima, navelo je rane istraživače na pretpostavku da je krapinski pračovjek bio ljudožder. Novija su istraživanja pokazala da takva oštećenja mogu nastati i kao posljedica prirodnih procesa u tijeku fosilizacije, no pitanje kanibalizma i danas je predmet znanstvenih rasprava. Uz ostatke krapinskoga pračovjeka pronađeno je mnoštvo kostiju izumrlih vrsta životinja (špiljski medvjed, pragovedo, mamut, vuk, Merckov nosorog, svizac i dr.), te oko 300 izrađevina od cijepanoga kamena (batići, strugala, šiljci, grebala, noževi, pile, svrdla) koje pripadaju arheološkom razdoblju srednjega paleolitika, odnosno moustérienskoj tehnologiji (moustérien). Nađeni su i tragovi ognjišta i opaljene kosti, što znači da se krapinski pračovjek već služio vatrom. Starost krapinskih nalaza procjenjuje se na približno 130 000 godina.

### Gornji paleolitik
Neandertalci su nestali prije tridesetak tisuća god., a prije približno 35 000 god. rani moderni čovjek (Homo sapiens sapiens) pojavio se na europskom tlu (Peştera cu Oase u Rumunjskoj). U gornjem paleolitiku čovjek je u potpunosti razvio različite aspekte modernoga ponašanja, te nastanio Australiju i Ameriku. Došlo je do velike tipološke raznolikosti alata, proizvodnje efikasnoga lovačkog oružja, podjele poslova, spremanja zaliha, specijalizacije, regionalizacije kultura, razvijene figurativne umjetnosti i izražene simbolike koja se odražava u špiljskome slikarstvu, skulpturi i ukopima pokojnika s mnogobrojnim prilozima, odnosno posmrtnim darovima. Među kamenim izrađevinama (aurignacien, gravettien, solutréen, magdalénien) istaknuto mjesto zauzimaju sječiva, premda se ona pojavljuju i mnogo prije. Naglašena je mikrolitizacija i tipološka raznolikost, a česta je izradba i primjena predmeta od životinjskih kostiju i roga (šila, izbacivači koplja, igle, sitne figure, harpuni, udice).
U Hrvatskoj zasad nema tragova paleolitičke umjetnosti, ali postoje drugi nalazi iz razdoblja gornjega paleolitika. Uz ostatke Homo sapiens sapiensa pronađena su kamena i koštana oruđa i oružja iz toga razdoblja u Romualdovoj pećini kraj Rovinja, Vindiji, Velikoj pećini, na lokalitetu Šandalje II., Cresu, Lošinju, Krku, Rabu, Dugom otoku. Artefakti iz početka gornjega paleolitika (aurignacien) pronađeni su na području Krasa i Kvarnera (veze s područjem sjeverne Italije i Austrije), a to je i početak korištenja pećinom Šandalja II. Sličnih su značajki nalazi artefakata i ljudskih ostataka iz Romualdove i Vergottinove pećine. Šandalja II otkrivena je 1962., a istražena tijekom 1971. i 1973. U pećinskim slojevima pronađeno je mnoštvo kostiju životinja hladnodobne faune. Šandalja II leži unutar područja rasprostiranja paleomediteranskih hominida s izrazitim kromanjonskim oznakama. Vergottinova pećina kraj Poreča ima oblik jednostavna hodnika duga 45 m. U kvartarnim naslagama iskopane sonde otkriveni su ostatci životinja i skeletni dijelovi čovjeka iz skupine Homo sapiens fossilis. Gornji paleolitik je dosad najbolje poznat iz Pupićine peći, gdje je pronađeno oruđe i otpatci hrane, nataloženi potkraj posljednjega ledenoga doba.
Paleolitički nalazi nađeni su i u pećini Bukovac u Gorskom kotaru, Cerovačkoj špilji u Lici, te kanjonu Čikole. Pronađeni su ostatci pomno izrađenih kuća u Dolním Věstonicama u Moravskoj koji svjedoče da je čovjek već u paleolitiku imao potrebno znanje za izradbu keramičkih predmeta (figurice), a na nalazištima je posvjedočena i proizvodnja tekstila, mrežica i košara, te česta izradba nakita kojega je značenje simboličko. Čovjek je tada vjerojatno prvi put mogao jače utjecati na okoliš. Zatopljenje potkraj paleolitika uzrokovalo je podizanje razine mora, što je dovelo do gubitka dijela ranijih teritorija, a vremenska granica prema srednjemu kamenom dobu (mezolitiku) određena je na približno 10 000 god. pr. Kr.